# Пиковка
Пиковка (Большая Пиковка) (селькупск. Пи́гыл кы, Пӣгӭшынть) — река в Колпашевском районе Томской области России. Устье реки находится в 102 км по правому берегу реки Кеть. Длина реки составляет 201 км, площадь водосборного бассейна — 1340 км².

## Данные водного реестра
По данным государственного водного реестра России относится к Верхнеобскому бассейновому округу, водохозяйственный участок реки — Кеть, речной подбассейн реки — бассейн притоков (Верхней) Оби от Чулыма до Кети. Речной бассейн реки — (Верхняя) Обь до впадения Иртыша.
Код объекта в государственном водном реестре — 13010600112115200027771.

## Притоки (км от устья)
- 14 км: река Малая Пиковка (лв)
- 99 км: река Озёрная (лв)
- 129 км: река без названия (пр)
- 146 км: река Бабушка (пр)